# Condylostylus astequinus
Condylostylus astequinus är en tvåvingeart som först beskrevs av Jacques-Marie-Frangile Bigot 1888.  Condylostylus astequinus ingår i släktet Condylostylus och familjen styltflugor. Inga underarter finns listade i Catalogue of Life.